# Giải đua xe Công thức 1 2017

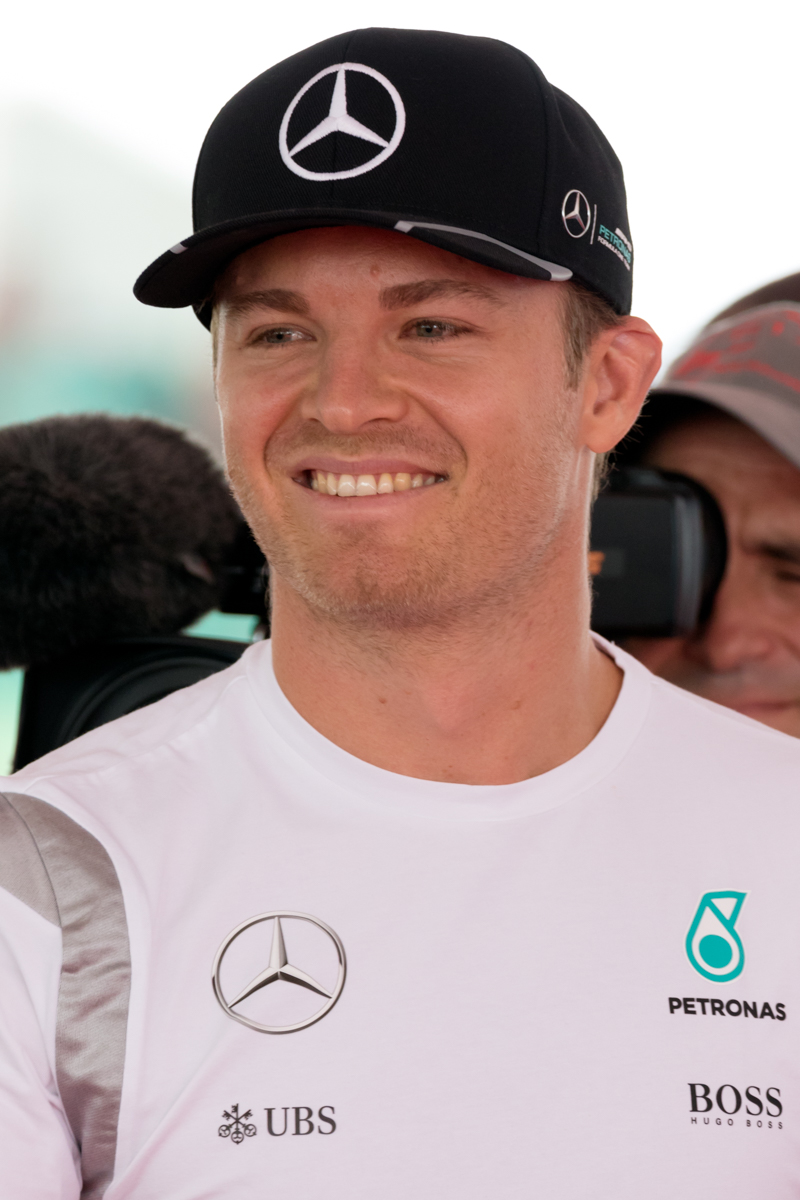
Nico Rosberg, tay đua vượt vô địch năm 2016 nhưng Mercedes không chấp thuận sử dụng xe số 1 và chia tay sau 10 mùa giải.

Giải đua xe Công thức 1 năm 2017 là giải đua xe ô tô Công thức 1 lần thứ 72 do Liên đoàn Ô tô quốc tế  (FIA) tổ chức. Lịch thi đấu bao gồm 20 chặng đua  với sự tham gia của 10 đội đua. Pirelli thay thế Bridgestone là nhà sản xuất lốp cho tất cả các đội đua . Đội đua đương kim vô địch là Mercedes, Nico Rosberg của đội đua này là tay đua đương kim vô địch. Ngoài ra còn 4 nhà cựu vô địch thế giới cũng tham gia.
Nico Rosberg vô địch năm 2016 nên Mercedes không chấp thuận xe số 1, anh đã chia tay sau 11 mùa giải, chỉ có 1 trong 2 tay đua vô địch (bao gồm Red Bull hoặc Ferrari) sử dụng xe số 1.
Khi kết thúc giải vô địch, Lewis Hamiltonư đã giành danh hiệu vô địch thế giới thứ tư. Hamilton đã kết thúc với 363 điểm trước Sebastian Vettel thứ hai với 317 điểm và Valtteri Bottas ở vị trí thứ ba với 305 điểm. Ở nội dung Đội đua vô địch thế giới, Mercedes đã giành danh hiệu thứ tư liên tiếp tại Hoa Kỳ và kết thúc với 668 điểm. Ferrari kết thúc thứ hai với 522 điểm và Red Bull Racing đứng thứ ba với 368 điểm.

## Danh sách đội đua và tay đua
| Đội đua                          | Nhà sản xuất              | Xe               | Động cơ                | Lốp | No. | Tay đua            | Vòng đua     | Số    | Tay đua thử                      |
| -------------------------------- | ------------------------- | ---------------- | ---------------------- | --- | --- | ------------------ | ------------ | ----- | -------------------------------- |
| Scuderia Ferrari                 | Ferrari                   | SF70H            | Ferrari 062            | P   | 5   | Sebastian Vettel   | All          | —     | —                                |
| Scuderia Ferrari                 | Ferrari                   | SF70H            | Ferrari 062            | P   | 7   | Kimi Räikkönen     | All          | —     | —                                |
| Sahara Force India F1 Team       | Force India-Mercedes      | VJM10            | Mercedes M08 EQ Power+ | P   | 11  | Sergio Pérez       | All          | 34 35 | Alfonso Celis Jr. George Russell |
| Sahara Force India F1 Team       | Force India-Mercedes      | VJM10            | Mercedes M08 EQ Power+ | P   | 31  | Esteban Ocon       | All          | 34 35 | Alfonso Celis Jr. George Russell |
| Haas F1 Team                     | Haas-Ferrari              | VF-17            | Ferrari 062            | P   | 8   | Romain Grosjean    | All          | 50    | Antonio Giovinazzi               |
| Haas F1 Team                     | Haas-Ferrari              | VF-17            | Ferrari 062            | P   | 20  | Kevin Magnussen    | All          | 50    | Antonio Giovinazzi               |
| McLaren Honda Formula 1 Team     | McLaren-Honda             | MCL32            | Honda RA617H           | P   | 2   | Stoffel Vandoorne  | All          | —     | —                                |
| McLaren Honda Formula 1 Team     | McLaren-Honda             | MCL32            | Honda RA617H           | P   | 14  | Fernando Alonso    | 1–5, 7–20    | —     | —                                |
| McLaren Honda Formula 1 Team     | McLaren-Honda             | MCL32            | Honda RA617H           | P   | 22  | Jenson Button      | 6            | —     | —                                |
| Mercedes AMG Petronas Motorsport | Mercedes                  | F1 W08 EQ Power+ | Mercedes M08 EQ Power+ | P   | 44  | Lewis Hamilton     | All          | —     | —                                |
| Mercedes AMG Petronas Motorsport | Mercedes                  | F1 W08 EQ Power+ | Mercedes M08 EQ Power+ | P   | 77  | Valtteri Bottas    | All          | —     | —                                |
| Red Bull Racing                  | Red Bull Racing-TAG Heuer | RB13             | TAG Heuer              | P   | 3   | Daniel Ricciardo   | All          | —     | —                                |
| Red Bull Racing                  | Red Bull Racing-TAG Heuer | RB13             | TAG Heuer              | P   | 33  | Max Verstappen     | All          | —     | —                                |
| Renault Sport Formula One Team   | Renault                   | R.S.17           | Renault R.E.17         | P   | 27  | Nico Hülkenberg    | All          | 46    | Sergey Sirotkin                  |
| Renault Sport Formula One Team   | Renault                   | R.S.17           | Renault R.E.17         | P   | 30  | Jolyon Palmer      | 1–16         | 46    | Sergey Sirotkin                  |
| Renault Sport Formula One Team   | Renault                   | R.S.17           | Renault R.E.17         | P   | 55  | Carlos Sainz Jr.   | 17–20        | 46    | Sergey Sirotkin                  |
| Sauber F1 Team                   | Sauber-Ferrari            | C36              | Ferrari 061            | P   | 9   | Marcus Ericsson    | All          | 37    | Charles Leclerc                  |
| Sauber F1 Team                   | Sauber-Ferrari            | C36              | Ferrari 061            | P   | 36  | Antonio Giovinazzi | 1–2          | 37    | Charles Leclerc                  |
| Sauber F1 Team                   | Sauber-Ferrari            | C36              | Ferrari 061            | P   | 94  | Pascal Wehrlein    | 3–20         | 37    | Charles Leclerc                  |
| Scuderia Toro Rosso              | Toro Rosso                | STR12            | Toro Rosso             | P   | 26  | Daniil Kvyat       | 1–14, 17     | 38    | Sean Gelael                      |
| Scuderia Toro Rosso              | Toro Rosso                | STR12            | Toro Rosso             | P   | 10  | Pierre Gasly       | 15–16, 18-20 | 38    | Sean Gelael                      |
| Scuderia Toro Rosso              | Toro Rosso                | STR12            | Toro Rosso             | P   | 39  | Brendon Hartley    | 17           | 38    | Sean Gelael                      |
| Scuderia Toro Rosso              | Toro Rosso                | STR12            | Toro Rosso             | P   | 28  | Brendon Hartley    | 18–20        | 38    | Sean Gelael                      |
| Scuderia Toro Rosso              | Toro Rosso                | STR12            | Toro Rosso             | P   | 55  | Carlos Sainz Jr.   | 1–16         | 38    | Sean Gelael                      |
| Williams Martini Racing          | Williams-Mercedes         | FW40             | Mercedes M08 EQ Power+ | P   | 18  | Lance Stroll       | All          | —     | —                                |
| Williams Martini Racing          | Williams-Mercedes         | FW40             | Mercedes M08 EQ Power+ | P   | 19  | Felipe Massa       | 1-10, 11-20  | —     | —                                |
| Williams Martini Racing          | Williams-Mercedes         | FW40             | Mercedes M08 EQ Power+ | P   | 40  | Paul di Resta      | 11           | —     | —                                |
| Sources:                         |                           |                  |                        |     |     |                    |              |       |                                  |

### Thay đổi đội
- Công ty mẹ của MRT đứng trước nguy cơ phá sản vào tháng 1 năm 2017.[45] Tuy nhiên họ không tìm được người mua lại và tuyên bố phá sản vào cuối tháng đó,[46][47] đóng cửa hoàn toàn vào tháng ba.[48]
- Sauber sử dụng động cơ mẫu 2016 của Ferrari vào năm 2017, giống như sự hợp tác giữa Ferrari và Scuderia Toro Rosso vào năm 2016.[19]
- Toro Rosso sử dụng power unit của Renault vào năm 2017.[15] Đội trước đây từng sử dụng power unit của Renault vào năm 2014 và 2015 trước khi mối quan hệ của Renault với đội đua Red Bull Racing đổ vỡ, buộc Toro Rosso phải tìm kiếm nhà cung cấp khác.[49][50]

### Thay đổi tay lái
- Kevin Magnussen từ chối ở lại Renault và chuyển sang Haas để lái cùng Romain Grosjean.[11][51] Thể theo thỏa thuận với Magnussen cũng như việc Haas tin tưởng Grosjean, hợp đồng của Esteban Gutiérrez đã không được gia hạn.[52] Gutiérrez sau đó chuyển sang lái tại giải Formula E.[53]
- Esteban Ocon chuyển từ MRT sang Force India, thế chỗ Nico Hülkenberg, người vừa chuyển sang Renault.[54][55]
- Đương kim vô địch và tay lái của đội Mercedes, Nico Rosberg, giải nghêj sau khi mùa giải 2016 kết thúc.[56] Valtteri Bottas được Williams cho phép chuyển sang Mercedes.[57][58] Felipe Massa, người có ý định giải nghệ F1 cuối mùa giải 2016,[59][60] gia hạn hợp đồng với Williams. Massa đua cùng với nhà vô địch 2016 European Formula 3 Championship, Lance Stroll, người ban đầu được thuê để thay thế Massa.[61]
- Nhà vô địch GP2 Series 2015, Stoffel Vandoorne, gia nhập McLaren.[62] Vandoorne từng cùng đội tham gia vào một cuộc đua trong vai trò người thay thế cho Fernando Alonso đang bị chấn thương tại Bahrain GP 2016.[63] Vandoorne thay thế cho Jenson Button, người không còn tham gia đua vào năm 2017 nhưng vẫn ở lại đội trong vai trò tay lái dự bị.[64]
- Pascal Wehrlein, người đầu quân cho MRT trong mùa giải 2016, chuyển sang Sauber để thế chỗ cho Felipe Nasr.[65]

## Lịch thi đấu
| Vòng   | Giải                     | Đường đua                                     | Ngày        |
| ------ | ------------------------ | --------------------------------------------- | ----------- |
| 1      | Australian Grand Prix    | Melbourne Grand Prix Circuit, Melbourne       | 26 tháng 3  |
| 2      | Chinese Grand Prix       | Shanghai International Circuit, Thượng Hải    | 9 tháng 4   |
| 3      | Bahrain Grand Prix       | Bahrain International Circuit, Sakhir         | 16 tháng 4  |
| 4      | Russian Grand Prix       | Sochi Autodrom, Sochi                         | 30 tháng 4  |
| 5      | Spanish Grand Prix       | Circuit de Barcelona-Catalunya, Barcelona     | 14 tháng 5  |
| 6      | Monaco Grand Prix        | Circuit de Monaco, Monte Carlo                | 28 tháng 5  |
| 7      | Canadian Grand Prix      | Circuit Gilles Villeneuve, Montreal           | 11 tháng 6  |
| 8      | Azerbaijan Grand Prix    | Trường đua Thành phố Baku, Baku               | 25 tháng 6  |
| 9      | Austrian Grand Prix      | Red Bull Ring, Spielberg                      | 9 tháng 7   |
| 10     | British Grand Prix       | Trường đua Silverstone, Silverstone           | 16 tháng 7  |
| 11     | Hungarian Grand Prix     | Hungaroring, Budapest                         | 30 tháng 7  |
| 12     | Belgian Grand Prix       | Circuit de Spa-Francorchamps, Stavelot        | 27 tháng 8  |
| 13     | Italian Grand Prix       | Autodromo Nazionale Monza, Monza              | 3 tháng 9   |
| 14     | Singapore Grand Prix     | Marina Bay Street Circuit, Singapore          | 17 tháng 9  |
| 15     | Malaysian Grand Prix     | Sepang International Circuit, Kuala Lumpur    | 1 tháng 10  |
| 16     | Japanese Grand Prix      | Suzuka International Racing Course, Suzuka    | 8 tháng 10  |
| 17     | United States Grand Prix | Circuit of the Americas, Austin, Texas        | 22 tháng 10 |
| 18     | Mexican Grand Prix       | Trường đua Anh em Rodríguez, Thành phố México | 29 tháng 10 |
| 19     | Brazilian Grand Prix     | Autódromo José Carlos Pace, São Paulo         | 12 tháng 11 |
| 20     | Abu Dhabi Grand Prix     | Trường đua Yas Marina, Abu Dhabi              | 26 tháng 11 |
| Nguồn: |                          |                                               |             |

## Kết quả

### Các chặng đua
| Vòng | Giải                     | Vị trí pole      | Nhanh nhất trong 1 vòng | Tay đua vô địch  | Đội thắng                 | Chi tiết |
| ---- | ------------------------ | ---------------- | ----------------------- | ---------------- | ------------------------- | -------- |
| 1    | Australian Grand Prix    | Lewis Hamilton   | Kimi Räikkönen          | Sebastian Vettel | Ferrari                   | Chi tiết |
| 2    | Chinese Grand Prix       | Lewis Hamilton   | Lewis Hamilton          | Lewis Hamilton   | Mercedes                  | Chi tiết |
| 3    | Bahrain Grand Prix       | Valtteri Bottas  | Lewis Hamilton          | Sebastian Vettel | Ferrari                   | Chi tiết |
| 4    | Russian Grand Prix       | Sebastian Vettel | Kimi Räikkönen          | Valtteri Bottas  | Mercedes                  | Chi tiết |
| 5    | Spanish Grand Prix       | Lewis Hamilton   | Lewis Hamilton          | Lewis Hamilton   | Mercedes                  | Chi tiết |
| 6    | Monaco Grand Prix        | Kimi Räikkönen   | Sergio Pérez            | Sebastian Vettel | Ferrari                   | Chi tiết |
| 7    | Canadian Grand Prix      | Lewis Hamilton   | Lewis Hamilton          | Lewis Hamilton   | Mercedes                  | Chi tiết |
| 8    | Azerbaijan Grand Prix    | Lewis Hamilton   | Sebastian Vettel        | Daniel Ricciardo | Red Bull Racing-TAG Heuer | Chi tiết |
| 9    | Austrian Grand Prix      | Valtteri Bottas  | Lewis Hamilton          | Valtteri Bottas  | Mercedes                  | Chi tiết |
| 10   | British Grand Prix       | Lewis Hamilton   | Lewis Hamilton          | Lewis Hamilton   | Mercedes                  | Chi tiết |
| 11   | Hungarian Grand Prix     | Sebastian Vettel | Fernando Alonso         | Sebastian Vettel | Ferrari                   | Chi tiết |
| 12   | Belgian Grand Prix       | Lewis Hamilton   | Sebastian Vettel        | Lewis Hamilton   | Mercedes                  | Chi tiết |
| 13   | Italian Grand Prix       | Lewis Hamilton   | Daniel Ricciardo        | Lewis Hamilton   | Mercedes                  | Chi tiết |
| 14   | Singapore Grand Prix     | Sebastian Vettel | Lewis Hamilton          | Lewis Hamilton   | Mercedes                  | Chi tiết |
| 15   | Malaysian Grand Prix     | Lewis Hamilton   | Sebastian Vettel        | Max Verstappen   | Red Bull Racing-TAG Heuer | Chi tiết |
| 16   | Japanese Grand Prix      | Lewis Hamilton   | Valtteri Bottas         | Lewis Hamilton   | Mercedes                  | Chi tiết |
| 17   | United States Grand Prix | Lewis Hamilton   | Sebastian Vettel        | Lewis Hamilton   | Mercedes                  | Chi tiết |
| 18   | Mexican Grand Prix       | Sebastian Vettel | Sebastian Vettel        | Max Verstappen   | Red Bull Racing-TAG Heuer | Chi tiết |
| 19   | Brazilian Grand Prix     | Valtteri Bottas  | Max Verstappen          | Sebastian Vettel | Ferrari                   | Chi tiết |
| 20   | Abu Dhabi Grand Prix     | Valtteri Bottas  | Valtteri Bottas         | Valtteri Bottas  | Mercedes                  | Chi tiết |

### Bảng xếp hạng giải vô địch tay đua thế giới
| Vị trí | 1st | 2nd | 3rd | 4th | 5th | 6th | 7th | 8th | 9th | 10th |
| Điểm   | 25  | 18  | 15  | 12  | 10  | 8   | 6   | 4   | 2   | 1    |

In the event of a tie, a count-back system is used as a tie-breaker, with a driver's best result used to decide the standings.
| Pos. | Tay đua            | AUS | CHN | BHR | RUS | ESP | MON | CAN | AZE | AUT | GBR | HUN | BEL | ITA | SIN | MAL | JPN | USA | MEX | BRA | ABU | Points |
| ---- | ------------------ | --- | --- | --- | --- | --- | --- | --- | --- | --- | --- | --- | --- | --- | --- | --- | --- | --- | --- | --- | --- | ------ |
| 1    | Lewis Hamilton     | 2   | 1   | 2   | 4   | 1   | 7   | 1   | 5   | 4   | 1   | 4   | 1   | 1   | 1   | 2   | 1   | 1   | 9   | 4   | 2   | 363    |
| 2    | Sebastian Vettel   | 1   | 2   | 1   | 2   | 2   | 1   | 4   | 4   | 2   | 7   | 1   | 2   | 3   | Ret | 4   | Ret | 2   | 4   | 1   | 3   | 317    |
| 3    | Valtteri Bottas    | 3   | 6   | 3   | 1   | Ret | 4   | 2   | 2   | 1   | 2   | 3   | 5   | 2   | 3   | 5   | 4   | 5   | 2   | 2   | 1   | 305    |
| 4    | Kimi Räikkönen     | 4   | 5   | 4   | 3   | Ret | 2   | 7   | 14  | 5   | 3   | 2   | 4   | 5   | Ret | DNS | 5   | 3   | 3   | 3   | 4   | 205    |
| 5    | Daniel Ricciardo   | Ret | 4   | 5   | Ret | 3   | 3   | 3   | 1   | 3   | 5   | Ret | 3   | 4   | 2   | 3   | 3   | Ret | Ret | 6   | Ret | 200    |
| 6    | Max Verstappen     | 5   | 3   | Ret | 5   | Ret | 5   | Ret | Ret | Ret | 4   | 5   | Ret | 10  | Ret | 1   | 2   | 4   | 1   | 5   | 5   | 168    |
| 7    | Sergio Pérez       | 7   | 9   | 7   | 6   | 4   | 13  | 5   | Ret | 7   | 9   | 8   | 17  | 9   | 5   | 6   | 7   | 8   | 7   | 9   | 7   | 100    |
| 8    | Esteban Ocon       | 10  | 10  | 10  | 7   | 5   | 12  | 6   | 6   | 8   | 8   | 9   | 9   | 6   | 10  | 10  | 6   | 6   | 5   | Ret | 8   | 87     |
| 9    | Carlos Sainz Jr.   | 8   | 7   | Ret | 10  | 7   | 6   | Ret | 8   | Ret | Ret | 7   | 10  | 14  | 4   | Ret | Ret | 7   | Ret | 11  | Ret | 54     |
| 10   | Nico Hülkenberg    | 11  | 12  | 9   | 8   | 6   | Ret | 8   | Ret | 13  | 6   | 17  | 6   | 13  | Ret | 16  | Ret | Ret | Ret | 10  | 6   | 43     |
| 11   | Felipe Massa       | 6   | 14  | 6   | 9   | 13  | 9   | Ret | Ret | 9   | 10  | WD  | 8   | 8   | 11  | 9   | 10  | 9   | 11  | 7   | 10  | 43     |
| 12   | Lance Stroll       | Ret | Ret | Ret | 11  | 16  | 15  | 9   | 3   | 10  | 16  | 14  | 11  | 7   | 8   | 8   | Ret | 11  | 6   | 16  | 18  | 40     |
| 13   | Romain Grosjean    | Ret | 11  | 8   | Ret | 10  | 8   | 10  | 13  | 6   | 13  | Ret | 7   | 15  | 9   | 13  | 9   | 14  | 15  | 15  | 11  | 28     |
| 14   | Kevin Magnussen    | Ret | 8   | Ret | 13  | 14  | 10  | 12  | 7   | Ret | 12  | 13  | 15  | 11  | Ret | 12  | 8   | 16  | 8   | Ret | 13  | 19     |
| 15   | Fernando Alonso    | Ret | Ret | 14  | DNS | 12  |     | 16  | 9   | Ret | Ret | 6   | Ret | 17  | Ret | 11  | 11  | Ret | 10  | 8   | 9   | 17     |
| 16   | Stoffel Vandoorne  | 13  | Ret | DNS | 14  | Ret | Ret | 14  | 12  | 12  | 11  | 10  | 14  | Ret | 7   | 7   | 14  | 12  | 12  | Ret | 12  | 13     |
| 17   | Jolyon Palmer      | Ret | 13  | 13  | Ret | 15  | 11  | 11  | Ret | 11  | DNS | 12  | 13  | Ret | 6   | 15  | 12  |     |     |     |     | 8      |
| 18   | Pascal Wehrlein    | WD  |     | 11  | 16  | 8   | Ret | 15  | 10  | 14  | 17  | 15  | Ret | 16  | 12  | 17  | 15  | Ret | 14  | 14  | 14  | 5      |
| 19   | Daniil Kvyat       | 9   | Ret | 12  | 12  | 9   | 14  | Ret | Ret | 16  | 15  | 11  | 12  | 12  | Ret |     |     | 10  |     |     |     | 5      |
| 20   | Marcus Ericsson    | Ret | 15  | Ret | 15  | 11  | Ret | 13  | 11  | 15  | 14  | 16  | 16  | 18  | Ret | 18  | Ret | 15  | Ret | 13  | 17  | 0      |
| 21   | Pierre Gasly       |     |     |     |     |     |     |     |     |     |     |     |     |     |     | 14  | 13  |     | 13  | 12  | 16  | 0      |
| 22   | Antonio Giovinazzi | 12  | Ret |     |     |     |     |     |     |     |     |     |     |     |     |     |     |     |     |     |     | 0      |
| 23   | Brendon Hartley    |     |     |     |     |     |     |     |     |     |     |     |     |     |     |     |     | 13  | Ret | Ret | 15  | 0      |
| —    | Jenson Button      |     |     |     |     |     | Ret |     |     |     |     |     |     |     |     |     |     |     |     |     |     | 0      |
| —    | Paul di Resta      |     |     |     |     |     |     |     |     |     |     | Ret |     |     |     |     |     |     |     |     |     | 0      |
| Pos. | Driver             | AUS | CHN | BHR | RUS | ESP | MON | CAN | AZE | AUT | GBR | HUN | BEL | ITA | SIN | MAL | JPN | USA | MEX | BRA | ABU | Điểm   |

| Màu        | Kết quả                            |
| ---------- | ---------------------------------- |
| Vàng       | Vô địch                            |
| Bạc        | Nhì                                |
| Đồng       | Ba                                 |
| Xanh lá    | Về đích, có điểm                   |
| Xanh dương | Về đích, không có điểm             |
| Xanh dương | Chưa hoàn thành 90% chặng đua (NC) |
| Tím        | Bỏ cuộc (Ret)                      |
| Đỏ         | Không vượt qua vòng loại (DNQ)     |
| Đen        | Bị loại (DSQ)                      |
| Trắng      | Không xuất phát (DNS)              |
| Trắng      | Cuộc đua bị huỷ (C)                |
| Trống      | Không tham gia                     |
| Trống      | Bị thương (INJ)                    |
| Trống      | Cấm thi đấu (EX)                   |
| Trống      | Rút lui (WD)                       |

Ghi chú:
- † – Tay đua đã không hoàn thành Grand Prix, nhưng được xếp hạng vì hoàn thành hơn 90% cuộc đua.

### Bảng xếp hạng Đội đua Vô địch thế giới
| Stt     | Đội đua                   | BHR | EMI | POR | ESP | MON  | AZE  | FRA | STY | AUT | GBR    | HUN | BEL‡ | NED | ITA    | RUS | TUR | USA | MXC  | SAP  | QAT | SAU | ABU | Điểm   |
| ------- | ------------------------- | --- | --- | --- | --- | ---- | ---- | --- | --- | --- | ------ | --- | ---- | --- | ------ | --- | --- | --- | ---- | ---- | --- | --- | --- | ------ |
| 1       | Mercedes                  | 1   | 2PF | 1   | 1P  | 7F   | 12   | 2   | 2F  | 2   | 12     | 2P  | 3    | 2F  | 31     | 1   | 1PF | 2F  | 2    | 1    | Ret | 3   | 6   | 613.5  |
| 1       | Mercedes                  | 3F  | Ret | 3PF | 3   | Ret  | 15   | 4   | 3   | 4   | 3      | Ret | 12   | 3   | Ret    | 5   | 5   | 6   | 15PF | 31 P | 1P  | 1PF | 2   | 613.5  |
| 2       | Red Bull Racing-Honda     | 2P  | 1   | 2   | 2F  | 1    | 1    | 1PF | 1P  | 1PF | 16F    | 9   | 1P   | 1P  | 5      | 2   | 2   | 1P  | 1    | 2    | 2F  | 2   | 1PF | 585.5  |
| 2       | Red Bull Racing-Honda     | 5   | 11  | 4   | 5   | 4    | 18†F | 3   | 4   | 6   | Ret1 P | Ret | 19   | 8   | Ret2 P | 9   | 3   | 3   | 3    | 4F   | 4   | Ret | 15† | 585.5  |
| 3       | Ferrari                   | 6   | 4   | 6   | 4   | 2    | 4P   | 11  | 6   | 5   | 2      | 3   | 8    | 5   | 4      | 3   | 4   | 4   | 5    | 5    | 8   | 7   | 10  | 323.5  |
| 3       | Ferrari                   | 8   | 5   | 11  | 7   | DNSP | 8    | 16  | 7   | 8   | 6      | Ret | 10   | 7   | 6      | 15  | 8   | 7   | 6    | 63   | 7   | 8   | 3   | 323.5  |
| 4       | McLaren-Mercedes          | 4   | 3   | 5   | 6   | 3    | 5    | 5   | 5   | 3   | 4      | 11  | 4    | 10  | 13 F   | 4   | 7   | 5   | 10   | 10   | 9   | 10  | 7   | 275    |
| 4       | McLaren-Mercedes          | 7   | 6   | 9   | 8   | 12   | 9    | 6   | 13  | 7   | 5      | Ret | 14   | 11  | 2      | 7PF | 13  | 8   | 12   | Ret  | 12  | 5   | 12  | 275    |
| 5       | Alpine-Renault            | 13  | 9   | 7   | 9   | 9    | 6    | 8   | 9   | 10  | 7      | 1   | 7    | 6   | 8      | 6   | 10  | Ret | 9    | 8    | 3   | 13  | 8   | 155    |
| 5       | Alpine-Renault            | Ret | 10  | 8   | 17  | 13   | Ret  | 14  | 14  | Ret | 9      | 4   | 11   | 9   | 10     | 14  | 16  | Ret | 13   | 9    | 5   | 4   | 9   | 155    |
| 6       | AlphaTauri-Honda          | 9   | 7   | 10  | 10  | 6    | 3    | 7   | 10  | 9   | 10     | 5F  | 6    | 4   | Ret    | 13  | 6   | 9   | 4    | 7    | 11  | 6   | 5   | 142    |
| 6       | AlphaTauri-Honda          | 17† | 12  | 15  | Ret | 16   | 7    | 13  | Ret | 12  | 11     | 6   | 15   | Ret | DNS    | 17  | 14  | Ret | Ret  | 15   | 13  | 14  | 4   | 142    |
| 7       | Aston Martin-Mercedes     | 10  | 8   | 13  | 11  | 5    | 2    | 9   | 8   | 13  | 8      | Ret | 5    | 12  | 7      | 11  | 9   | 10  | 7    | 11   | 6   | 11  | 13  | 77     |
| 7       | Aston Martin-Mercedes     | 15  | 15† | 14  | 13  | 8    | Ret  | 10  | 12  | 17† | Ret    | DSQ | 20   | 13  | 12     | 12  | 18  | 12  | 14   | Ret  | 10  | Ret | 11  | 77     |
| 8       | Williams-Mercedes         | 14  | Ret | 16  | 14  | 14   | 16   | 12  | 17  | 11  | 12     | 7   | 2    | 16  | 9      | 10  | 15  | 14  | 16   | 13   | Ret | 12  | Ret | 23     |
| 8       | Williams-Mercedes         | 18† | Ret | 18  | 16  | 15   | 17†  | 18  | Ret | 16  | 14     | 8   | 9    | 17† | 11     | 19† | 17  | 15  | 17   | 16   | 17  | Ret | Ret | 23     |
| 9       | Alfa Romeo Racing-Ferrari | 11  | 13  | 12  | 12  | 10   | 10   | 15  | 11  | 14  | 13     | 10  | 13   | 14  | 13     | 8   | 11  | 11  | 8    | 12   | 15  | 9   | Ret | 13     |
| 9       | Alfa Romeo Racing-Ferrari | 12  | 14  | Ret | 15  | 11   | 11   | 17  | 15  | 15  | 15     | 13  | 18   | 15  | 14     | 16  | 12  | 13  | 11   | 14   | 14  | 15  | Ret | 13     |
| 10      | Haas-Ferrari              | 16  | 16  | 17  | 18  | 17   | 13   | 19  | 16  | 18  | 17     | 12  | 16   | 18  | 15     | 18  | 19  | 16  | 18   | 17   | 18  | Ret | WD  | 0      |
| 10      | Haas-Ferrari              | Ret | 17  | 19  | 19  | 18   | 14   | 20  | 18  | 19  | 18     | Ret | 17   | Ret | Ret    | Ret | 20  | 17  | Ret  | 18   | 16  | Ret | 14  | 0      |
| Pos.    | Constructor               | BHR | EMI | POR | ESP | MON  | AZE  | FRA | STY | AUT | GBR    | HUN | BEL‡ | NED | ITA    | RUS | TUR | USA | MXC  | SAP  | QAT | SAU | ABU | Points |
| Source: |                           |     |     |     |     |      |      |     |     |     |        |     |      |     |        |     |     |     |      |      |     |     |     |        |

| Chú thích          | Chú thích                         |
| Màu                | Ý nghĩa                           |
| ------------------ | --------------------------------- |
| Vàng               | Chiến thắng                       |
| Bạc                | Hạng nhì                          |
| Đồng               | Hạng ba                           |
| Lá cây             | Ghi điểm                          |
| Xanh nhạt          | Được xếp hạng                     |
| Xanh nhạt          | Không xếp hạng, có hoàn thành(NC) |
| Tím                | Không xếp hạng, bỏ cuộc(Ret)      |
| Cam                | Không phân hạng (DNQ)             |
| Cam                | Did not pre-qualify (DNPQ)        |
| Đen                | Hủy kết quả(DSQ)                  |
| Trắng              | Không đua chính(DNS)              |
| Trắng              | Cuộc đua bị hủy (C)               |
| Ô trống            | Không đua thử (DNP)               |
| Ô trống            | Loại trừ(EX)                      |
| Ô trống            | Không đến (DNA)                   |
| Ô trống            | Rút lui(WD)                       |
| Annotation         | Meaning                           |
| P                  | Pole position                     |
| F                  | Fastest lap                       |
| Superscript number | Position in sprint qualifying     |

Notes:
- † – Driver did not finish the Grand Prix, but was classified as he completed more than 90% of the race distance.
- ‡ – Half points were awarded at the Belgian Grand Prix as less than 75% of the scheduled distance was completed. Fastest laps were not recognised in the final classification.
- Rows are not related to the drivers: within each team, individual Grand Prix standings are sorted purely based on the final classification in the race (not by total points scored in the event, which includes points awarded for fastest lap and sprint qualifying).